# Coronavirus-Meldepflichtverordnung
Mit der Verordnung über die Ausdehnung der Meldepflicht nach § 6 Absatz 1 Satz 1 Nummer 1 und § 7 Absatz 1 Satz 1 des Infektionsschutzgesetzes auf Infektionen mit dem erstmals im Dezember 2019 in Wuhan/Volksrepublik China aufgetretenen neuartigen Coronavirus („2019-nCoV“) vom 30. Januar 2020 wurde in Deutschland die Meldepflicht für COVID-19-Erkrankungs- und -Verdachtsfälle und SARS-CoV-2-Nachweise eingeführt.
Die Verordnung war vom 1. Februar 2020 bis zur gesetzlichen Regelung in Kraft. Die Meldepflicht für COVID-19 und das Virus SARS-CoV-2 ist seit dem 23. Mai 2020 gesetzlich geregelt, insbesondere durch § 6 Abs. 1 Nr. 1 lit. t und § 7 Abs. 1 Nr. 44a des Infektionsschutzgesetzes.
Nach der Verordnung mussten Ärzte folgende Fälle an die Gesundheitsämter melden:
- Verdacht einer Erkrankung
- Erkrankung
- Tod
- Nichtbestätigung des Erkrankungsverdachts

Voraussetzung war in allen Fällen, dass ein Bezug zu SARS-CoV-2 besteht oder bestehen könnte. Verdachtsfälle sollten nur gemeldet werden, wenn der Verdacht nach dem Stand der Wissenschaft sowohl durch das klinische Bild als auch durch einen wahrscheinlichen epidemiologischen Zusammenhang begründet ist. Dabei ist die Empfehlung zu berücksichtigen, die das Robert Koch-Institut veröffentlicht (§ 1 Abs. 2 der Verordnung).
Labore (bzw. deren Leitungen) mussten melden:
- direkter oder indirekter Nachweis des Erregers, soweit der Nachweis auf eine akute Infektion hinweist

Die Gültigkeit der Verordnung war zunächst bis 1. Februar 2021 befristet. Ihre Geltung hätte mit Zustimmung des Bundesrats verlängert werden können. Durch Artikel 18 Abs. 1 Satz 2 des Zweiten Gesetzes zum Schutz der Bevölkerung bei einer epidemischen Lage von nationaler Tragweite wurde die Verordnung jedoch schon mit Wirkung zum 23. Mai 2020 aufgehoben.